# Radek Sušil
Radek Sušil (* 9. ledna 1967 Slavkov u Brna) je český politik a lékař, v letech 2008 až 2020 senátor za obvod č. 75 – Karviná, v letech 2002 až 2018 zastupitel města Karviné, člen ČSSD.

## Vzdělání a lékařská praxe
Vystudoval Střední zemědělskou technickou školu v Českém Těšíně (198 – 1985) a poté Lékařskou fakultu Univerzity Karlovy v Hradci Králové. V současnosti je vedoucím lékařem gastroenterologie chirurgického oddělení NsP Karviná Ráj.

## Politická kariéra
Od června 2009 je členem ČSSD. Od roku 2002 je členem zastupitelstva statutárního města Karviná na kandidátce ČSSD. V roce 2006 byl znovuzvolen a stal se předsedou zdravotní komise města Karviná. V roce 2008 se rozhodl kandidovat do Senátu PČR ve volebním obvodě 75. Karviná, kde v 1. kole voleb získal 53,34 % hlasů a stal se tak senátorem za tento volební obvod.
V komunálních volbách v roce 2014 obhájil za ČSSD post zastupitele města Karviné. Díky preferenčním hlasům skončil na 1. místě (na kandidátce byl původně osmý). Ve volbách v roce 2018 již nekandidoval.
Ve volbách do Senátu PČR v roce 2014 obhajoval za ČSSD mandát senátora v obvodu č. 75 – Karviná. Se ziskem 35,73 % hlasů vyhrál první kolo a postoupil tak do kola druhého. V něm porazil v poměru hlasů 62,63 % : 37,36 % nestraníka za hnutí ANO 2011 Martina Gebauera a senátorem tak zůstal.
Ve volbách do Senátu PČR v roce 2020 opět obhajoval za ČSSD mandát senátora v obvodu č. 75 – Karviná. V prvním kole získal 14,88 % hlasů, a postoupil tak ze 2. místa do druhého kola, v němž však těsným rozdílem 84 hlasů prohrál s kandidátem hnutí ANO 2011 Ondřejem Feberem poměrem hlasů 49,37 % : 50,62 %, mandát senátora se mu tak nepodařilo prodloužit.